# Militaire staf

Wapen van de Militaire Staf van de Europese Unie

Een militaire staf is een groep personen die de commandant van een militaire eenheid bijstaat. 
De staf omvat in de regel twee delen: een algemene staf en een bijzondere staf.
De algemene staf analyseert, bestudeert en adviseert de commandant inzake personeel, tucht en motivatie, inlichtingen en veiligheid, training en operaties, logistiek. De algemene staf wordt daartoe opgedeeld in secties. Op niveau bataljon worden de afkortingen S1, S2, S3, S4  en op hogere niveaus de afkortingen G1, G2, G3, G4 gebruikt. Op de hoogste niveaus telt de algemene staf ook een sectie G5, bevoegd voor relaties met de burgerlijke samenleving. Deze organisatievorm is in diverse landen zo stevig ingeworteld dat het hoofd van bijvoorbeeld de sectie G3 kortweg “G3” genoemd wordt.
De bijzondere staf bestaat uit toegewezen officieren of uit de chefs van gespecialiseerde steuneenheden en diensten zoals artillerie, genie, verbindigen en geneeskundige dienst.
De staf van een grote eenheid wordt geleid door een stafchef. Hij coördineert en plant de taken van de verschillende stafofficieren.
De verantwoordelijkheid van de stafofficieren is beperkt tot de inhoud en vorm van hun adviezen.
De commandant van een militaire eenheid wordt eventueel ook bijgestaan door een plaatsvervangend commandant (ook tweede commandant genoemd) en een persoonlijke adjudant. De commandant is en blijft de enige verantwoordelijke voor de wijze waarop de eenheid haar opdracht uitvoert. 
De militaire staf wordt vaak ondergebracht in een stafeenheid. De stafeenheid voorziet in de praktische behoeften van de staf. 
Op een lager niveau zoals bataljon worden vaak de steuneenheden samen met de staf ondergebracht in een aparte eenheid, een staf- en diensteneenheid.
De hoogste leidinggevende van de krijgsmacht of van een krijgsmachtonderdeel wordt in zijn taak bijgestaan door een organisatie die veelal de vorm aanneemt van een uitvergrote Generale Staf. 